# 湯ノ岱温泉 (北海道)
湯ノ岱温泉（ゆのたいおんせん）は、北海道檜山郡上ノ国町湯ノ岱にある温泉。

## 泉質
2種類の源泉があるが、泉質は同じ。
- ナトリウム・カルシウム - 塩化物・炭酸水素塩泉（中性低張性（低）温泉）
  - 源泉温度 32℃・39℃、pH 6.4・6.8[1]

## 温泉街
天ノ川沿いに日帰り入浴施設「湯ノ岱温泉 国民温泉保養センター」が存在する。かつては宿泊施設があったが、休館、廃業した。「国民温泉保養センター」は32℃・38℃・42℃の3つの浴槽と打たせ湯がある。源泉掛け流し方式、一部加温。
目の前の天ノ川ではアユやウグイ釣りが可能。周辺に湯ノ岱スキー場がある。

## 歴史
松浦武四郎による「蝦夷日記」（二編）に1846年（弘化3年）には、人家があり夏には江差から湯治客が来る旨が記されている。
1973年に上ノ国町がボーリングを行い源泉温度33度の1号井、1988年には39度の2号井を掘りあてた。1974年（昭和49年）3月30日 - 環境庁告示第34号により、国民保養温泉地に指定。「温泉旅館湯ノ岱荘」が開業、1975年には「国民温泉保養センター」が開業、1979年に保養センターに併設する宿泊施設「健康増進センターあすなろ荘」が開業した。
2005年にあすなろ荘が休館、2012年に湯ノ岱荘が廃業した。

## アクセス
- 車：函館市より1時間30分。
- バス:函館バス木古内駅前停留所より約45分、湯ノ岱停留所下車徒歩10分。